# Wereldbekerkwalificatietoernooi schaatsen 2018/2019
Het wereldbekerkwalificatietoernooi schaatsen Nederland 2018/2019 werd van 2 tot en met 4 november 2018 gehouden in de overdekte ijsbaan Thialf in Heerenveen. De wedstrijd is de selectie voor de wereldbeker schaatsen 2018/2019. De top vijf op elke afstand wordt in principe afgevaardigd naar de eerste vier wereldbekerwedstrijden.
Op alle individuele klassieke afstanden (500, 1000, 1500, 3000, 5000 en 10.000 meter) had Nederland op basis van het voorgaande seizoen vijf startplekken verdiend, bij zowel mannen als vrouwen. 

## Tijdschema
| Programma           |           |                                                         |
| Datum               | Aanvang   | Onderdelen                                              |
| vrijdag 2 november  | 17.30 uur | 500 en 5000 meter mannen, 1500 meter vrouwen            |
| zaterdag 3 november | 14.45 uur | 1500 meter mannen, 500 en 3000 meter vrouwen            |
| zondag 4 november   | 13.15 uur | 1000 en 10.000 meter mannen, 1000 en 5000 meter vrouwen |

## Mannen
Kai Verbij won de 500 meter, Kjeld Nuis de 1000 meter en Patrick Roest de 1500, 5000 en 10.000 meter.

## Vrouwen
Letitia de Jong won de 500 meter, Jutta Leerdam de 1000 meter, Antoinette de Jong de 1500 en 3000 meter en Esmee Visser de 5000 meter.
2005/2006 · 
2006/2007–2014/2015 · 
2015/2016 · 
2016/2017 · 
2017/2018 · 
2018/2019 · 
2019/2020 · 
2020/2021 · 
2021/2022 · 
2022/2023 · 
2023/2024 · 
2024/2025